# Navaridas
Navaridas ist ein Ort und eine Gemeinde (municipio) mit 191 Einwohnern (Stand: 2024) in der Provinz Álava in der Autonomen Gemeinschaft Baskenland im Norden Spaniens. Der Ort gehört zur Weinbauregion Rioja. 

## Lage
Der Ort Navaridas liegt in einer Höhe von etwa 535 Metern ü. d. M. im Süden der Provinz Álava nahe der Grenze zur Autonomen Gemeinschaft La Rioja. Nächstgelegene größere Stadt ist das etwa 21 Kilometer (Fahrtstrecke) südöstlich gelegene Logroño; die sehenswerte Kleinstadt Laguardia, zu der Navaridas bis ins 17. Jahrhundert gehörte, befindet sich gut vier Kilometer östlich.

## Bevölkerungsentwicklung
| Jahr      | 1960 | 1970 | 1981 | 1991 | 2001 | 2011 |
| Einwohner | 278  | 266  | 180  | 217  | 223  | 223  |

Gegen Ende des 19. Jahrhunderts hatte die Gemeinde um die 350 Einwohner. Die Reblauskrise im Weinbau und die Mechanisierung der Landwirtschaft mit dem daraus resultierenden Verlust an Arbeitsplätzen führten seitdem zu einem kontinuierlichen Rückgang der Einwohnerzahlen.

## Wirtschaft
In frühen Jahrhunderten lebten die Bewohner hauptsächlich von den landwirtschaftlichen Produkten der näheren Umgebung, zu denen auch der Wein gehörte. Die zunehmende Bedeutung des Weinbaus und des Weintourismus in der Rioja wirkt sich in den letzten Jahrzehnten auch wieder positiv auf die Beschäftigung aus.

## Geschichte
Nahe bei der Ermita de Santiago wurde eine eisenzeitliche Siedlung entdeckt, die vom 10. bis 5. Jahrhundert v. Chr. besiedelt war; dagegen haben Kelten, Römer, Westgoten und Mauren – trotz der Nähe zum Ebro-Tal – keine archäologisch verwertbaren Spuren auf dem Gemeindegebiet hinterlassen. Wahrscheinlich entstand der Ort erst im Zuge der Rückeroberung (reconquista) und Wiederbesiedlung (repoblación) der von den Mauren besetzten Gebiete im 10. und 11. Jahrhundert. Erstmals erwähnt wird Navaridas im Jahr 1366; dreihundert Jahre später (1666) gewährte der spanische König Karl II. ihm die Eigenständigkeit.

## Sehenswürdigkeiten
- Die freigelegten Überreste der eisenzeitlichen Siedlung auf dem Flurstück Alto de Castejón sind für den Besucher kaum interessant.
- Die Pfarrkirche (Iglesia de María Inmaculada) ist ein spätgotischer Bau, der jedoch im 16. und 17. Jahrhundert einige Veränderungen erlebte – so wurde beispielsweise das spätgotische Portal nach der Fertigstellung des barocken zugemauert. Beide Portale befinden sich wie in der Region üblich auf der Südseite der Kirche; das einschiffige Innere beherbergt ein sehenswertes Altarretabel.
- Der Palacio de los Sodupe ist ein dreigeschossiger Bau des 17. Jahrhunderts mit einem steinernen Wappenschild. Das Untergeschoss enthielt Lagerräume für Getreide etc.; die beiden Obergeschosse dienten zu Wohnzwecken, wobei davon ausgegangen werden kann, dass nur das repräsentative Mittelgeschoss von der herrschaftlichen Familie genutzt wurde.
- Etwas außerhalb des Ortes befinden sich die Ermita de San Juan de Ortega und die Ermita Juradera de Santiago.